# Colli Verdi
Colli Verdi är en kommun i provinsen Pavia i regionen Lombardiet i Italien. Kommunen hade 1 076 invånare (2019).
Kommunen Colli Verdi bildades den 1 januari 2019 genom en sammanslagning av de tidigare kommunerna Canevino, Ruino och Valverde.